# Studzieniec (Sainte-Croix)
Pour les articles homonymes, voir Studzieniec.
Studzieniec est une localité polonaise de la gmina de Fałków, située dans le powiat de Końskie en voïvodie de Sainte-Croix.